# Drömmar från skogen
Drömmar från skogen är en svensk dramafilm i kortfilmsformat från 2009, regisserad av Johannes Nyholm. Filmen är gjord som en skuggteater i naivistisk stil.

## Handling
Filmen handlar om en flicka som lämnar sin vän Stora fågeln för att ge sig ut på äventyr. Men de vackra tonerna från Dödens flöjt lockar henne på avvägar och hon går vilse i en stor skog.

## Om filmen
Filmen producerades av Andreas Jonsson Hay och spelades in efter ett manus av Nyholm som även var fotograf. Den premiärvisades den 29 maj 2009 på Filmfestivalen i Cannes och visades senare samma år på Uppsala kortfilmsfestival. 2010 och 2013 på Sveriges Television. 2009 utgavs den på DVD i som en del i samlingen Svensk kortfilm c/o Folkets Bio: Volym 2.